# Starjak
Starjak falu Zágráb közigazgatási területén Horvátországban, a főváros déli részén. Ma Zágráb Brezovica városnegyedéhez tartozik.

## Fekvése
Zágráb városközpontjától 18 km-re délnyugatra, a Vukomerići-dombság északnyugati részén, a Kraljevec-patak partján fekszik.

## Története
A település már a 18. században is létezett. Az első katonai felmérés térképén „Mraki” néven található. Lipszky János 1808-ban Budán kiadott repertóriumában „Sztarjak, Sztarjevo” néven szerepel. Nagy Lajos 1829-ben kiadott művében „Ztarjak, vel Ztarjevo” néven 32 házzal és 247 katolikus lakossal találjuk.
1857-ben 104, 1910-ben 164 lakosa volt. Zágráb vármegye Szamobori járásához tartozott. 1941 és 1945 között a Független Horvát Állam része volt, majd a szocialista Jugoszlávia fennhatósága alá került. 1991-től a független Horvátország része. 1991-ben lakosságának 96%-a horvát nemzetiségű volt. 2011-ben 227 lakosa volt.

## Népessége
| Lakosság változása | Lakosság változása | Lakosság változása | Lakosság változása | Lakosság változása | Lakosság változása | Lakosság változása | Lakosság változása | Lakosság változása | Lakosság változása | Lakosság változása | Lakosság változása | Lakosság változása | Lakosság változása | Lakosság változása | Lakosság változása |
| ------------------ | ------------------ | ------------------ | ------------------ | ------------------ | ------------------ | ------------------ | ------------------ | ------------------ | ------------------ | ------------------ | ------------------ | ------------------ | ------------------ | ------------------ | ------------------ |
| 1857               | 1869               | 1880               | 1890               | 1900               | 1910               | 1921               | 1931               | 1948               | 1953               | 1961               | 1971               | 1981               | 1991               | 2001               | 2011               |
| 104                | 119                | 147                | 163                | 178                | 157                | 164                | 175                | 165                | 167                | 162                | 129                | 117                | 121                | 175                | 227                |